# Ісраїл Арсамаков
Ісраїл Арсамаков (8 лютого 1962) — радянський важкоатлет.
Олімпійський чемпіон 1988 року в категорії до 82,5 кг.